# Plentingen

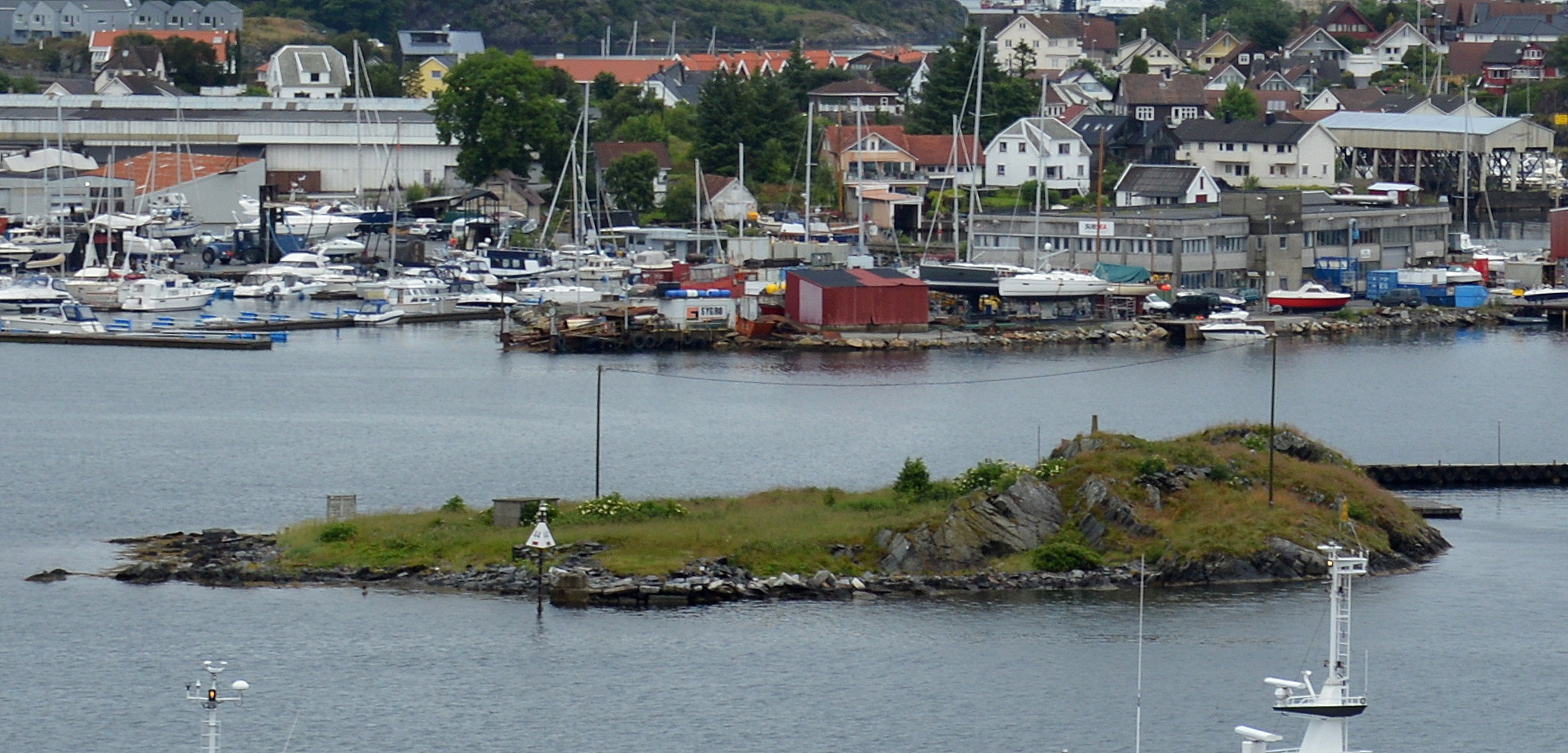
Plentingen

Plentingen ist eine Schäreninsel in der Nordsee vor  der norwegischen Stadt Stavanger in der Provinz Rogaland. 
Sie liegt im nördlichen Teil des Hafens Vågen der Stadt, nur etwa 30 Meter westlich der Insel Natvigs Minde, zu der über einen Steg eine Verbindung besteht. Die unbewohnte, felsige nur spärlich bewachsene Insel dehnt sich in West-Ost-Richtung über etwa 80 Meter aus, bei einer Breite von bis zu 60 Metern und einer Höhe von bis zu 5 Metern.
Gemeinsam mit der benachbarten Insel Natvigs Minde diente die Insel zeitweise als Liegeplatz für unter Quarantäne stehende Schiffe.
Südlich der Insel befindet sich eine Skulptur des 23 Figuren umfassenden Skulpturenprojekts Broken Column von Antony Gormley. Die 1,95 Meter große Figur wurde 2003 in einer Wassertiefe von 1,49 Metern aufgestellt.